# Золота година (медицина)

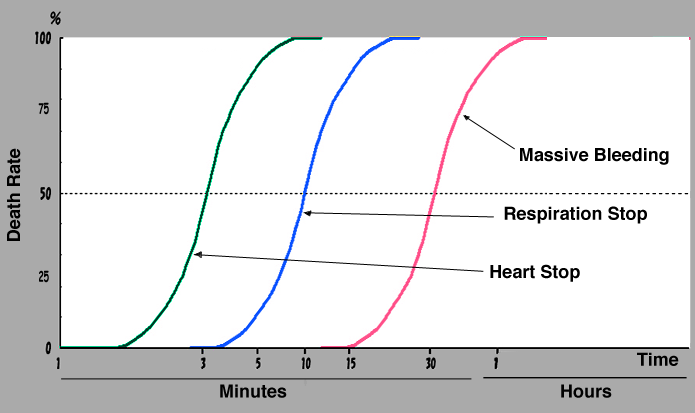
Принцип «золотої години». Зеленим кольором позначено час після зупинки серцебиття, синім — після зупинки дихання, червоним — від початку масивної кровотечі

У невідкладній медицині «золотою годиною» називають період часу відразу після отримання травми, протягом якого найвища ймовірність того, що термінова медична та хірургічна допомога дозволить запобігти смерті постраждалого.
Насправді точний період не завжди становить саме годину часу та залежить від характеру травми і може бути довшим або коротшим. Добре відомо, що шанси людини на виживання найбільші, якщо вона отримає допомогу протягом максимально можливо короткого періоду часу після важкої травми; однак немає доказів того, що показники виживаності падають саме через 60 хвилин. Часто цей термін використовують для позначення основного принципу швидкого втручання у випадках травми, а не для вузького визначення критичного періоду саме в одну годину.

## Загальна концепція
Випадки важкої травми, особливо внутрішньої кровотечі, вимагають терміново хірургічного втручання. Якщо людині не надати належного та швидкого лікування, можуть розвинутися ускладнення, зокрема шок. Тому першочерговим завданням стає якнайшвидше транспортування травмованого до медичного закладу для лікування. Оскільки деякі травми можуть призвести до надзвичайно швидкого погіршення стану людей, проміжок часу між травмою та лікуванням в ідеалі має бути зведений до мінімуму. Після періоду, початково визначеного як 60 хвилин, шанси на виживання починають різко падати. Рекомендований час для медичної допомоги на місці перед транспортуванням — менше 10 хвилин.

## Походження терміну
Просування цієї концепції приписують Р. Адамсу Коулі — колишньому військовому хірургу, потім керівнику Центру шокової травми Університету Меріленда.
Концепція «золотої години» могла бути виведена з даних французької армії про Першу світову війну. Розділ Центру шокової травми Р. Адамса Коулі на веб-сайті Медичного центру Університету Меріленда цитує слова Коулі: «Є золота година між життям і смертю. Якщо ви серйозно поранені, у вас є менше 60 хвилин, щоб вижити. Ви можете не померти відразу; це може статися через три дні або два тижні, але у вашому тілі вже відбулося щось непоправне»

## Полеміка
Хоча більшість медичних працівників згодна, що затримки в остаточному лікуванні є небажаними, оскільки можуть призвести до значного зростання ризику ускладнень та смерті, дослідження ставлять під сумнів достовірність «золотої години», оскільки вона, схоже, не має наукового обґрунтування.
Брайан Бледсо, лікар і відвертий критик «золотої години» та інших суперечливих медичних тем, стверджує, що рецензована медична література не демонструє ніякого «чарівного часу» для порятунку критичних пацієнтів. Для різних травм існують різні критичні періоди.